# Партеније Римски
Свети Партеније (ум. у 3. веку) је био ранохришћански светитељ и мученик из Рима.
Био је јерменског порекла. Његов брат је био свети Калокер, заштитник Галиције.
Правсоалвна црква помиње светог Партенија 29. (16.) октобра.

## Смрт
Док је служио као евнух у палати своје жене, Партенија је римски цар Деције оптужио за проневеру новца Анадолије и за велики злочин прихватања хришћанства. Игноришући финансијске оптужбе, Партеније и његов брат бранили су хришћанску веру. Суд је њихову одбрану узео као признање њиховог хришћанства и осудио их на смрт. Партеније је бачен на ломачу, али није изгорео. Да би извршили казну, стражари су из ватре извадили запаљене жигове и претукли га на смрт. Сахрањен је у катакомбама под светим Каликстом.

## Мошти
У 18. веку мошти светог Партенија су пренете у Беч. Године 1784., уз дозволу папе Пија VI, мошти су пренете у Жовкву у источној Галицији (тада Аустријско царство, данас западна Украјина). Данас се чувају у Василијанском украјинском грко-католичком манастиру Срца Исусово у Жовкви.